# جزيرة جينك (حجة)

تعديل مصدري - تعديل

جزيرة جينك (مادجون) هي إحدى جزر مديرية ميدي التابعة لمحافظة حجة.